# Digital Versatile Doom
Digital Versatile Doom är ett livealbum av den finländska rockgruppen HIM, utgivet den 29 april 2008. Det är inspelat live vid Orpheum Theater i Los Angeles 14-15 november 2007, och släpptes på både CD och DVD.

## CD-låtlista
1. "Passion's Killing Floor"
2. "Wings of a Butterfly"
3. "Buried Alive By Love"
4. "Wicked Game"
5. "The Kiss of Dawn"
6. "Vampire Heart"
7. "Poison Girl"
8. "Dead Lovers' Lane"
9. "Join Me"
10. "It's All Tears (Drown in This Love)"
11. "Sleepwalking Past Hope" (Abridged Cut)
12. "Killing Loneliness"
13. "Soul On Fire"
14. "Your Sweet 666"
15. "Bleed Well"
16. "The Funeral of Hearts"

## Itunes-versionens låtlista
1. "Intro (Blood Theme)"
2. "Passion's Killing Floor"
3. "Wings of a Butterfly"
4. "Buried Alive By Love"
5. "Wicked Game"
6. "The Kiss of Dawn"
7. "Vampire Heart"
8. "Poison Girl"
9. "Dead Lovers' Lane"
10. "Join Me in Death"
11. "It's All Tears (Drown in This Love)"
12. "Sleepwalking Past Hope" (10:41 minutes long)
13. "Killing Loneliness"
14. "Soul On Fire"
15. "Your Sweet 666"
16. "Bleed Well"
17. "Right Here in My Arms"
18. "The Funeral of Hearts"
19. "V.D.O. (Venus Doom Outro)"

## DVD-låtlista
1. "Intro (Blood Theme)"
2. "Passion's Killing Floor"
3. "Wings of a Butterfly"
4. "Buried Alive By Love"
5. "Wicked Game"
6. "The Kiss of Dawn"
7. "Vampire Heart"
8. "Poison Girl"
9. "Dead Lovers' Lane"
10. "Join Me in Death"
11. "It's All Tears (Drown in This Love)"
12. "Sleepwalking Past Hope" (utökad tid på DVD)
13. "Killing Loneliness"
14. "Soul On Fire"
15. "Your Sweet 666"
16. "Bleed Well"
17. "Right Here In My Arms"
18. "The Funeral of Hearts"
19. "V.D.O. (Venus Doom Outro)"

### Bonusmaterial
1. Intervju med Ville Valo
2. HIM's Biggest Fan Contest Entry Videos
3. Fan Club foto galleri